# 출산의 배후
"출산의 배후"(Tomorrow Breakfast)는 한국에서 제작된 이성래 감독의 2007년 영화이다. 선명균 등이 주연으로 출연하였다.

## 출연

### 주연
- 선명균
- 백선영
- 조정호

## 기타
- 조명: 김종민
- 음향: 강산